# 카할 사이질핵
카할 사이질핵(interstitial nucleus of Cajal, 카할 간질핵)은 중뇌에 있는 신경 세포들의 집합으로, 눈의 위치-속도 정보를 통합하여 머리-눈의 움직임, 특히 수직 및 비틀림 결합 눈 움직임(시선)과 관련된 움직임을 조정하는 데 관여한다. 또한 수직 시선 유지를 중재한다.
눈 운동(뇌신경 III) 및 도르래 신경(뇌신경 IV) 핵에 대한 양측 돌기가 주요 출력을 나타낸다. 전정핵과 상호 연결을 형성한다. 또한 추가적인 구심성 신경과 원심성 신경이 있다. 핵의 일부 연결은 내측 종단 섬유와 후방 연결부를 통과한다.
보조 안구 운동 핵 중 하나이다.(p. 156)(p. 241)(p. 458.e1)

## 해부학

### 연결

#### 들신경
afferent

#### 날신경
efferent

## 같이 보기
- 주시 (생리학)
- 안쪽세로다발
- 얀 에반겔리스타 푸르키녜

- 푸르키녜 세포
- 푸르키녜 섬유

- 산탸고 라몬 이 카할